# Radwanowice

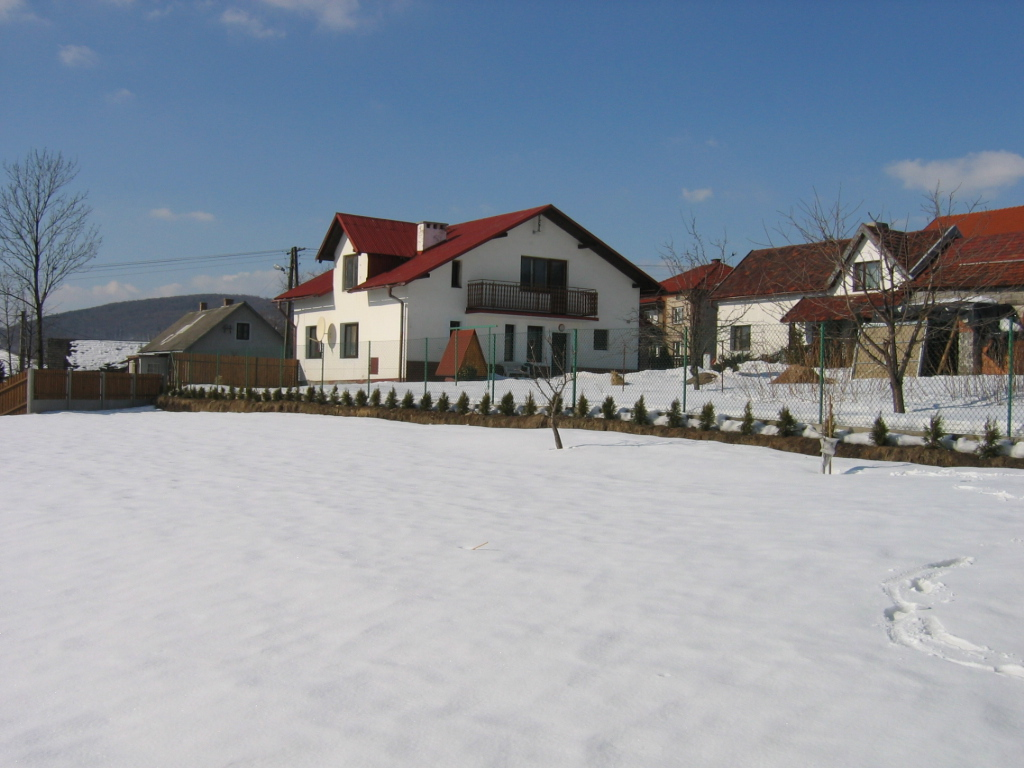
Warsztaty Terapii Zajęciowej Fundacji im. Brata Alberta w Radwanowicach

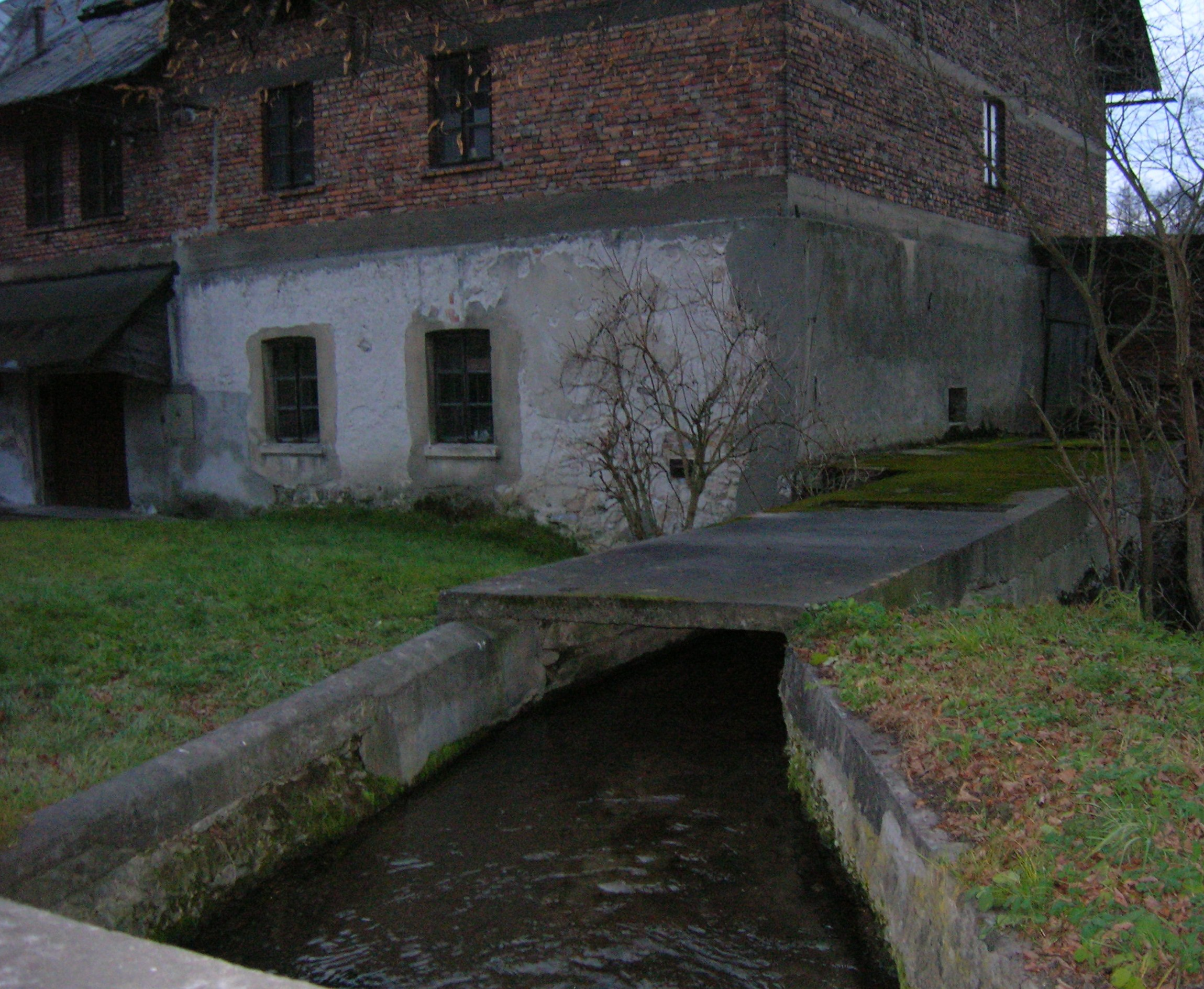
Dawny młyn Chechło na Rudawce przy Dubiu

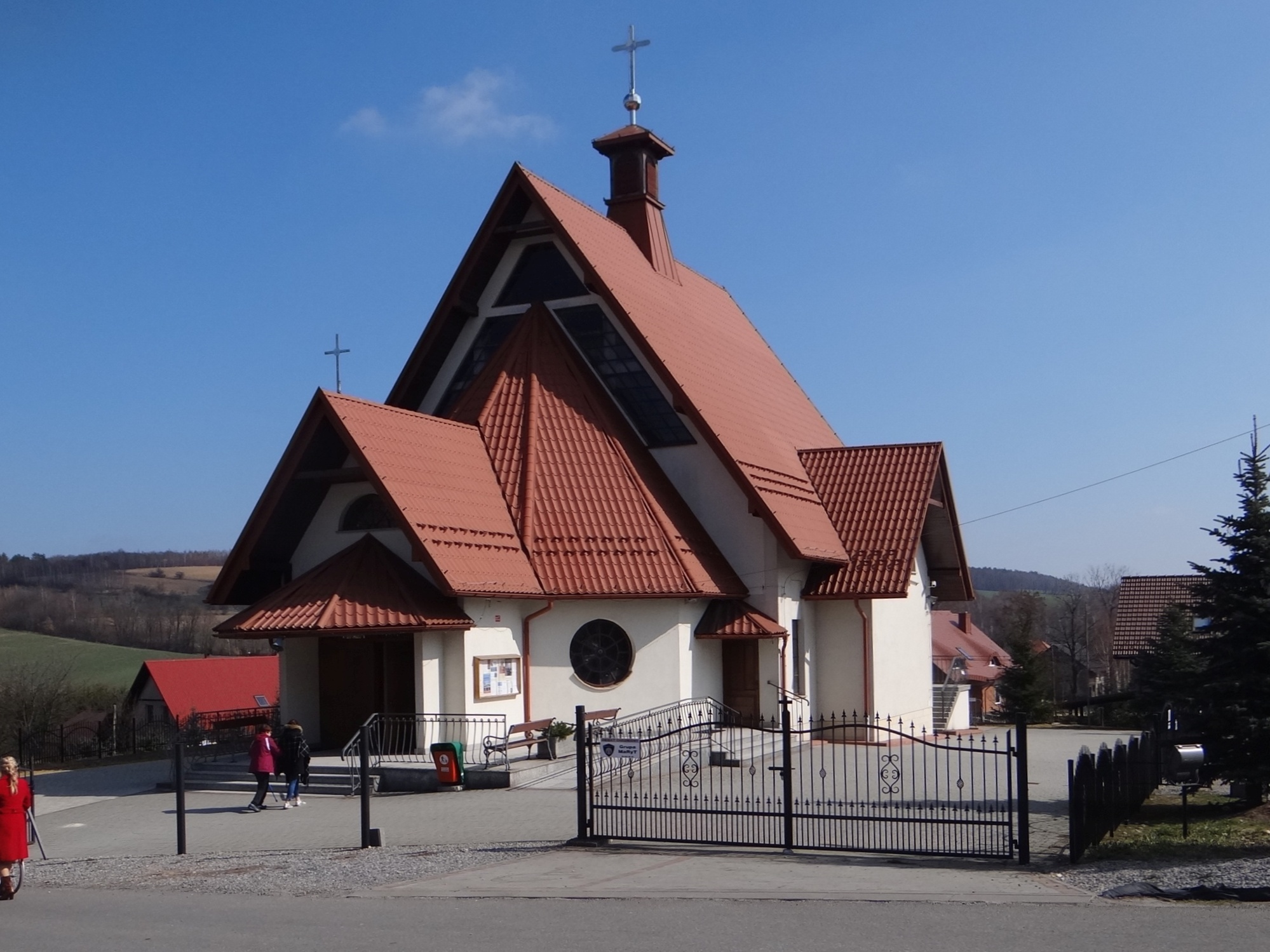
Kościół parafialny pw. św. Brata Alberta

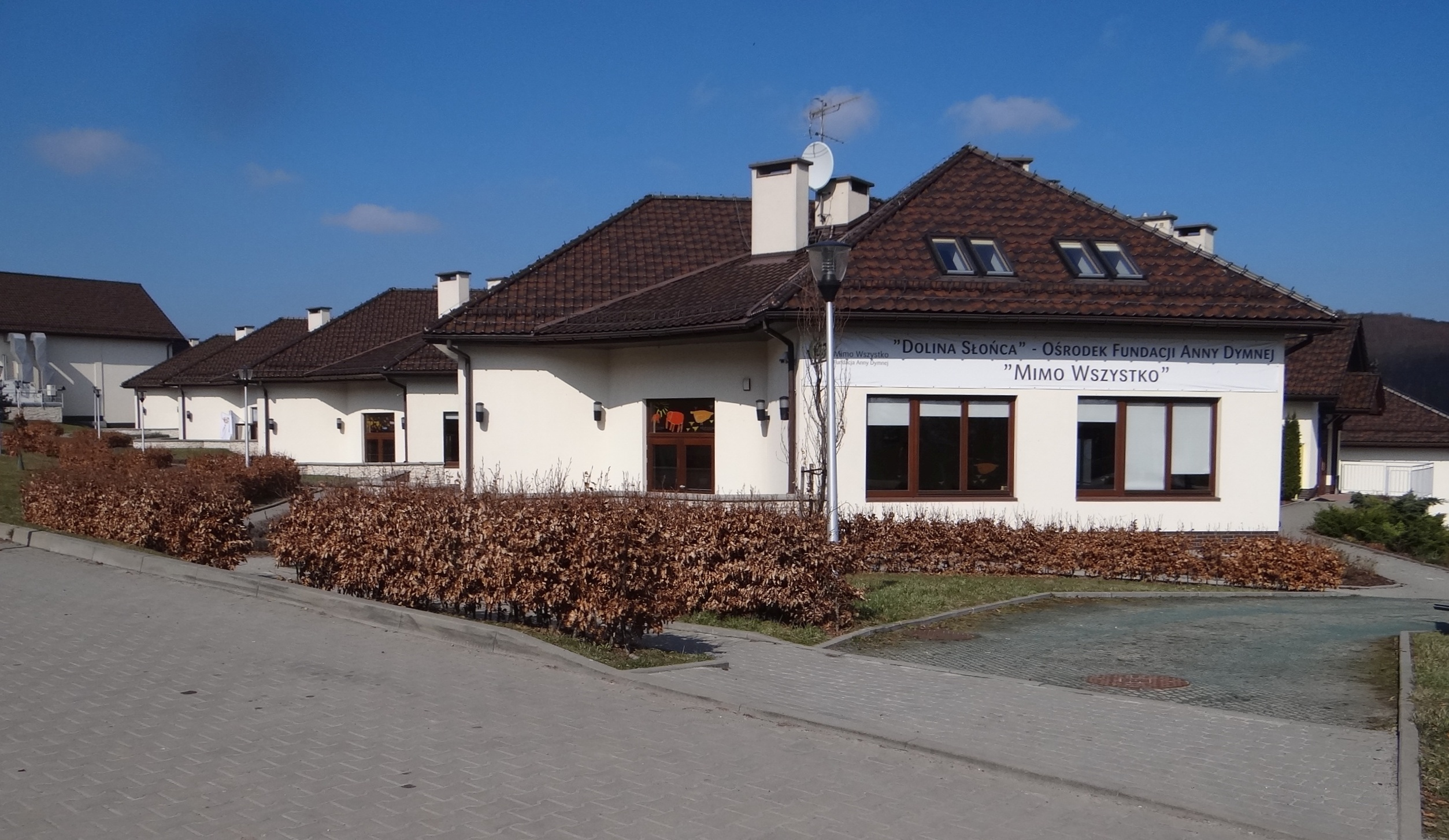
Ośrodek Rehabilitacyjny Fundacji Anny Dymnej "Mimo Wszystko"

Radwanowice – wieś w Polsce położona w województwie małopolskim, w powiecie krakowskim, w gminie Zabierzów, na krawędzi Rowu Krzeszowickiego.
W roku 2021 we wsi mieszkało 667 mieszkańców, z czego 52% stanowiły kobiety, a 48% mężczyźni.
Znajduje się na Wyżynie Olkuskiej wchodzącej w skład Wyżyny Krakowsko-Częstochowskiej.

## Położenie
Wieś Radwanowice graniczy z Rudawą, z Dubiem, Szklarami w lesie, Pisarami, Brzezinką i Kobylanami w lesie.
Radwanowice położone są w odległości ok. 20 km na zachód od Krakowa i ok. 7 km na wschód od Krzeszowic, na krawędzi Rowu Krzeszowickiego oraz na grzbiecie wzgórza, oddzielającego ten Rów od Doliny Szklarki. Z tego miejsca rozciąga się malowniczy widok na głębokie zapadlisko Rowu Krzeszowickiego i na przeciwległy Garb Tenczyński. Na północny wschód od Radwanowic znajduje się wzgórze Wietrznik osiągające wysokość 403 m n.p.m., a na zachód Wielka Skała o wysokości 355 m n.p.m.

## Części wsi
| SIMC    | Nazwa     | Rodzaj    |
| ------- | --------- | --------- |
| 0343898 | Pod Skałą | część wsi |
| 0343906 | Skotnica  | część wsi |

## Historia
Pierwsze informacje o wsi Radwanowice sięgają XIV w., wzmiankowana była w 1329 roku. Informacje mówiły o licznej szlachcie zagrodowej w tej miejscowości. W końcu XIV w. miała 35 dziedziców. W XVII w. karmelici z klasztoru w Czernej byli w zatargu z miejscowymi dziedzicami, które – zdaniem mnichów – „prawie jedną jaskinią łotrowską stały”. Zakazali swoim poddanym z innych wiosek pod karą pieniężną jakichkolwiek kontaktów z mieszkańcami Radwanowic. W księgach parafii rudawskiej zanotowano w 1597 roku imię prostytutki Katarzyny z Radwanowic. Mnisi nie mogli ścierpieć, że ich poddani, głównie bogaci kamieniarze z klasztornych kamieniołomów marmurów, bywali w jej towarzystwie. Uważali, że zamiast grzesznych wizyt u niej, mogli posiedzieć w klasztornej karczmie przy piwie. Mnisi narzekali też, że ich poddani „zamiast trunku przystojnego i posiedzenia uczciwego, kartami się o pieniądze bawią”. Hazardzistów karano surowo – wymierzano im po 30 postronków plag w obecności gromady.
Do końca XIX w., w Radwanowicach nie mieszkał ani jeden chłop. Prawie każdy mieszkaniec Radwanowic posiadał jeszcze w XX w. szlachecki herb. W końcu XVIII w. Radwanowice miały 44 dziedziców. W 1789 r. wieś zamieszkiwało 317 osób. W drugiej poł. XIX w. większość gruntów należała do trzech właścicieli. Wybudowano wówczas strażnicę graniczną, określaną mianem „dworu”. W początkach XX w. przeprowadzono częściową meliorację. W latach 1815–1846 wieś położona była na terenie Wolnego Miasta Krakowa, potem w zaborze austriackim, a w czasie II Rzeczypospolitej w powiecie chrzanowskim w województwie krakowskim.
W 1928 roku powstała Ochotnicza Straż Pożarna w Radwanowicach.

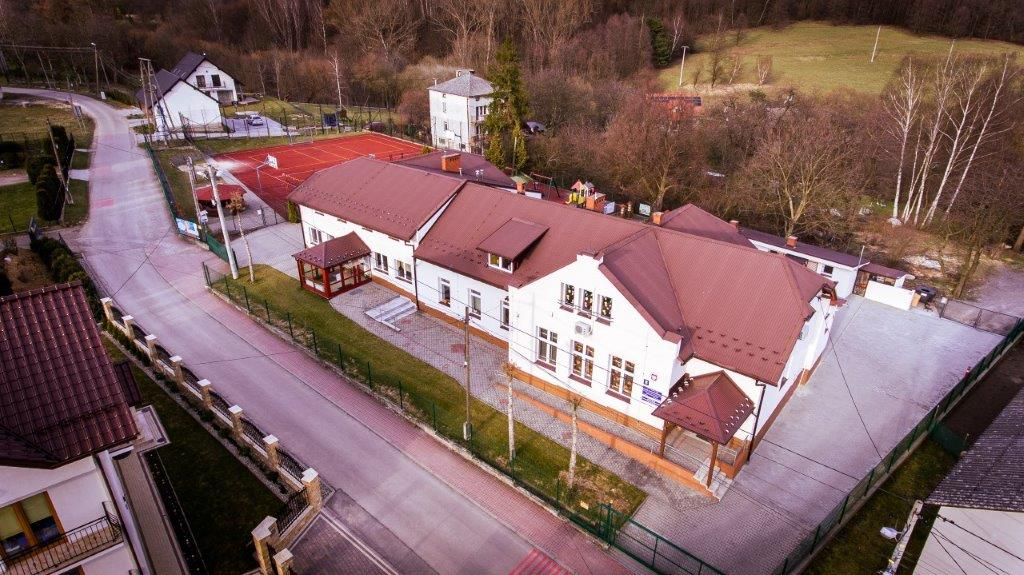
Integracyjna Szkoła Podstawowa im. Ofiar Pacyfikacji w Radwanowicach

Od 26 października 1939 roku do 18 stycznia 1945 roku wieś należała do gminy Kressendorf w Landkreis Krakau, dystryktu krakowskiego w Generalnym Gubernatorstwie. Podczas II wojny światowej mieszkańcy Radwanowic współpracowali z ruchem oporu. We wsi działały dwie organizacje wojskowe: Narodowa Organizacja Wojskowa i Bataliony Chłopskie. W odwecie niemieccy żołnierze 20/21 lipca 1943 roku przeprowadzili pacyfikację wsi. Zginęło wówczas 30 osób – zdradzonych przez jednego z mieszkańców –  kobiety i 28 mężczyzn. Cztery lata później na cmentarzu w Rudawie postawiono pomnik upamiętniający ofiary tamtej zbrodni. Za udział w działaniach wojennych wieś została odznaczona Krzyżem Walecznych. W 1946 roku wieś miała 628 mieszkańców.
Jesienią 1954 roku wieś została przyłączona do gromady Rudawa w ówczesnym powiecie chrzanowskim w woj. krakowskim. 1 stycznia 1973 r. znalazła się w gminie Rudawa. 15 stycznia 1976 roku gmina Rudawa została zniesiona przez połączenie z gminą Zabierzów. W latach 1975–1998 miejscowość leżała w województwie krakowskim. W 2002 roku, w miejsce zlikwidowanej szkoły samorządowej, powstały Integracyjna Szkoła Podstawowa im. Ofiar Pacyfikacji Radwanowic i Integracyjne Przedszkole. Ich organem prowadzącym jest Oświatowe Towarzystwo Integracyjne.  
16 września 2006 roku do Radwanowic przybyło 106 uczestniczek konkursu Miss World, które spotkały się z podopiecznymi miejscowego schroniska dla niepełnosprawnych. W 2014 roku nadano nazwy ulicom.

## Zabytki
Obiekt wpisany do rejestru zabytków nieruchomych województwa małopolskiego.
- Zespół dworski: dwór, kapliczka, stajnia, stodoła, sad, starodrzew, droga dojazdowa z drzewami, staw.

## Legenda o założeniu wsi
Mieszkańcy Radwanowic od pokoleń przekazują sobie legendę o powstaniu wsi. Według niej, założycielem był zaufany rycerz Bolesława Szczodrego – Radwan. Brał on udział w wyprawie na Ruś Kijowską, podczas której zasłynął niesłychanym męstwem. Legenda głosi, że rycerz ów był jednym z zabójców biskupa Stanisława i po jego morderstwie i ucieczce króla na Węgry osiedlił się w Radwanowicach.
Niektórzy historycy łączą powstanie wsi Radwanowice z nadaniem przez Bolesława Wstydliwego rycerzom z rodu Radwanitów części puszczy w południowych okolicach Krakowa.

## Współczesność
Dwór w Radwanowicach wraz z 55-hektarowym gospodarstwem  
rolnym w 1921 roku kupił Franciszek Tetelowski. Po jego śmierci w 1941 roku majątek przejęła jego najstarsza córka, Zofia. Druga córka, Irena Tetelowska-Szewczyk w 1969 roku zginęła w katastrofie lotniczej pod Zawoją.
Zofia Tetelowska 20 maja 1987 roku przekazała dwór i cały swój majątek na rzecz utworzenia Fundacji im. Brata Alberta. Prezesem Zarządu Krajowego Fundacji od 1989 roku jest ks. Tadeusz Isakowicz-Zaleski.

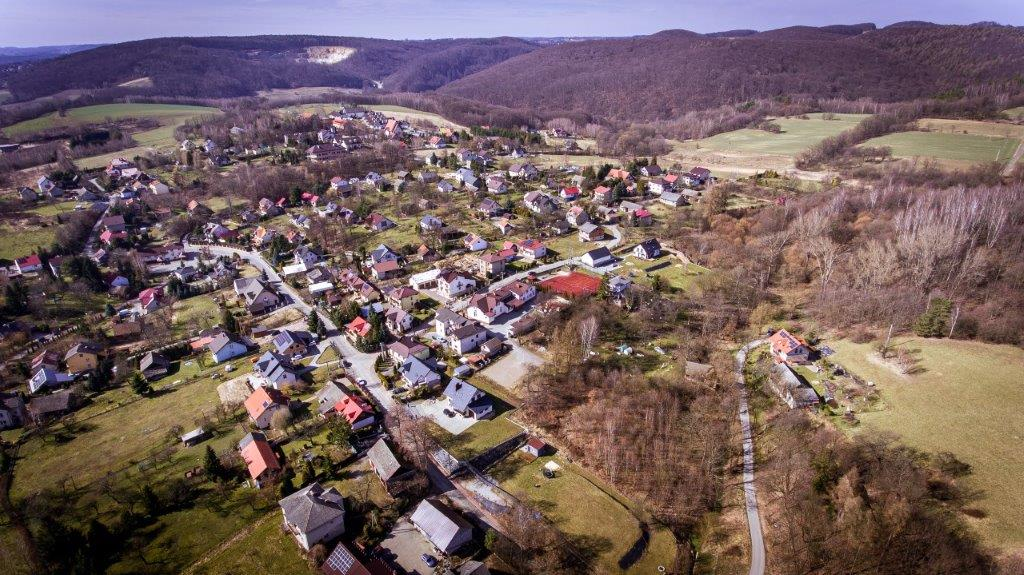
Panorama Radwanowic (od strony wschodniej)

Fundacja prowadzi na terenie całego kraju 36 placówek dla osób z niepełnosprawnością intelektualną. Cztery z nich znajdują się w Radwanowicach: Schronisko dla Niepełnosprawnych im. Zofii Tetelowskiej i Stanisława Pruszyńskiego, Warsztaty Terapii Zajęciowej im. bł. ks. Bronisława Markiewicza, Świetlica Terapeutyczna, Środowiskowy Dom Samopomocy im. ks. kard. Franciszka Macharskiego.
Od 2022 roku w Radwanowicach Fundacja buduje kolejny obiekt dla niepełnosprawnych, którym jest Dom Podolski. Główną fundatorką tego domu jest Adolfina Głowacka zd. Bernad, pochodząca z Nowosiółki Skałackiej.
W Schronisku dla Niepełnosprawnych Anna Dymna prowadzi grupę teatralną – Teatr Radwanek.
7 września 2003 roku na frontonie kapliczki dworskiej wmurowana został tablica upamiętniająca mieszkańców Korościatyna k. Monasterzysk i Kresów Wschodnich, pomordowanych przez 

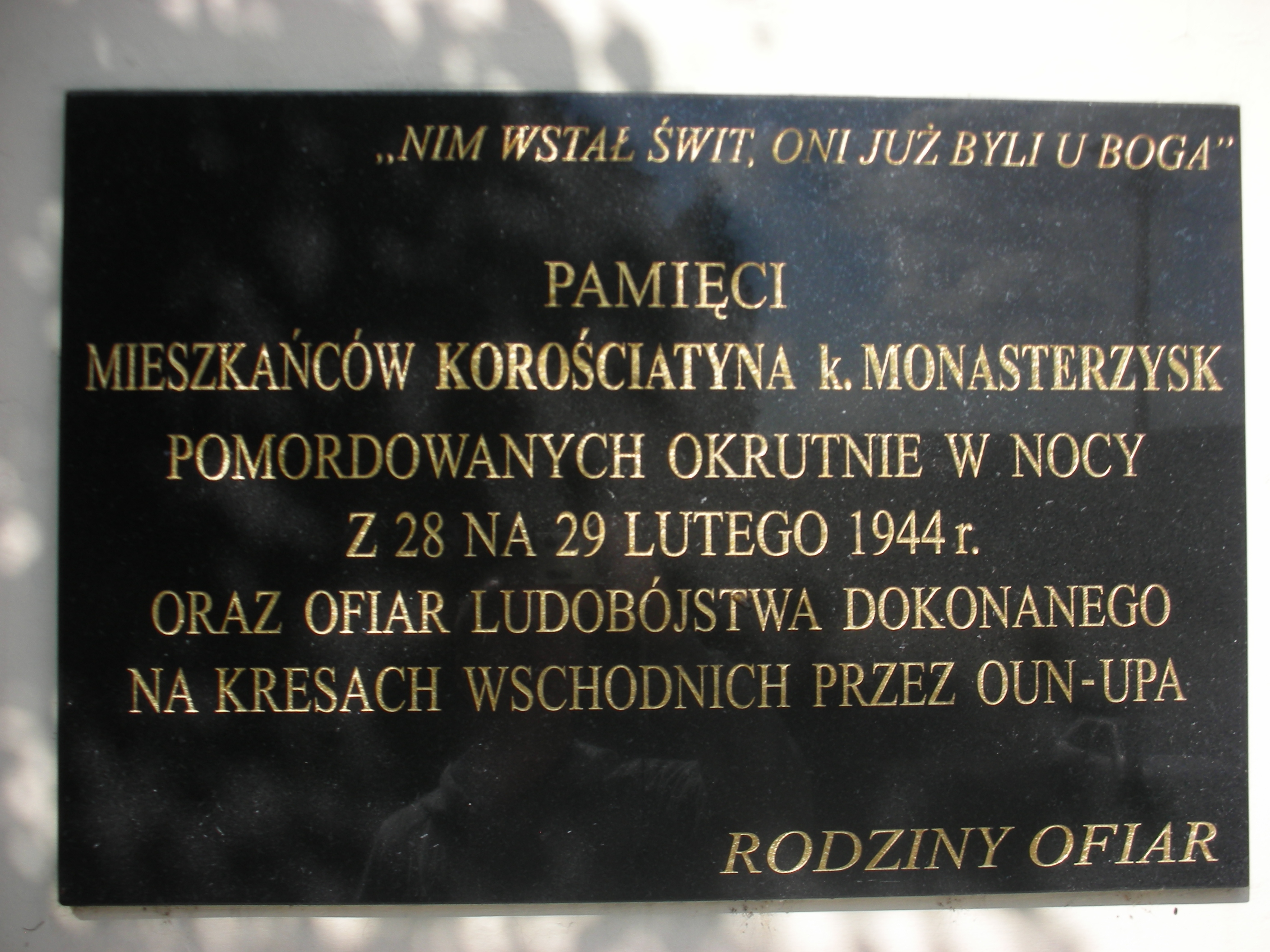
Tablica upamiętniająca Ofiary Ludobójstwa Polaków dokonanego przez OUN-UPA

Organizację Ukraińskich Nacjonalistów i Ukraińską Armię Powstańczą w latach 1939−1947. Inicjatorką wmurowania tablicy była zakonnica Agata Aniela Muraszka ze zgromadzenia sióstr adoratorek, rodem z Korościatyna. Tablicę w czasie zjazdu byłych mieszkańców owej kresowej wioski i ich potomków, poświęcił Antoni Sołtysik z parafii św. Mikołaja w Krakowie, a kazanie wygłosił Adam Studziński, rodem spod Żółkwi. Odsłonięcia dokonała Helena Zaleska, która w czasie rzezi wioski straciła matkę i sama też została ranna.
W 2004 roku powstał w Radwanowicach klub sportowy "Iskra".
9 listopada 2021 roku w parku przy Schronisku dla Niepełnosprawnych otwarto Kresową Drogę Krzyżową. Poświęcił ją Henryk Zątek.

## Ludzie urodzeni w Radwanowicach
- Zofia Tetelowska
- Irena Tetelowska
- Janusz Zwoliński
- Andrzej Zwoliński

## Ludzie związani z Radwanowicami
- Arno Baur
- Stanisław Grochmal
- Stanisław Pruszyński
- Andrzej Rozmarynowicz
- Tadeusz Isakowicz-Zaleski
- Anna Dymna

## Turystyka
Położone na obszarze Parku Krajobrazowego Dolinki Krakowskie Radwanowice są dobrym punktem wypadowym do zwiedzania tych posiadających duże walory krajobrazowe, przyrodnicze i geologiczne dolinek przecinających wzniesienia Wyżyny Olkuskiej. Radwanowice znajdują się bezpośrednio przy wylocie Doliny Szklarki w sąsiedztwie wylotów Doliny Będkowskiej i Doliny Racławki. Przebiegające przez miejscowość szlaki turystyki pieszej umożliwiają zwiedzenie również pozostałych dolinek.

## Komunikacja
Do wsi można dojechać autobusami linii aglomeracyjnej nr 278, która kursuje na trasie Bronowice Małe – Rudawa – Krzeszowice.
Szlaki turystyczne
 – z Radwanowic przez wschodnie zbocza Doliny Szklarki do Szklar.
 – przez Łączki i całą długość Doliny Będkowskiej do Jerzmanowic.
 – przez Dubie do Doliny Racławki.